# الکساندر یاکوشف
الکساندر یاکوشف (روسی: Александр Серге́евич Якушев؛ زادهٔ ۲ ژانویهٔ ۱۹۴۷) بازیکن سابق و مربی هاکی روی یخ اهل روسیه است.
وی همچنین برندهٔ جوایزی همچون تالار افتخارات هاکی شده‌است.